# Conjunt urbà del barri de Can Bori
El Conjunt urbà del barri de Can Bori és una obra de Sant Boi de Llobregat (Baix Llobregat) protegida com a Bé Cultural d'Interès Local.

## Descripció
Conjunt urbà sorgit a ambdós costats de can Bori format en la seva majoria per casetes normalment d'un cos entre mitgeres de planta baixa i un pis amb quatre obertures a façana i coberta a dos pendents vessant l'aigua al davant. Cal remarcar l'existència d'alguns edificis inspirats en l'arquitectura culta, especialment la casa número 24-26, que té un estil eclèctic classicista.